# Ко Віллемс
Ко Віллемс (нід. Ko Willems, 27 жовтня 1900 — 28 вересня 1983) — нідерландський велогонщик.
Олімпійський чемпіон 1924 року в гонці на 50 км на треку.